# Дронов, Александр Тимофеевич
Александр Тимофеевич Дронов (род. 6 ноября 1928, с. Александров Гай, Саратовская область) — бригадир комплексной бригады строительно-монтажного управления № 31 строительно-монтажного треста № 7 Министерства строительства СССР. Герой Социалистического Труда (07.05.1971).

## Биография
Родился 6 ноября 1928 года в селе Александров Гай Саратовской области.
С 1942 года по 1945 год отработал в совхозе им. Ворошилова Алгайского района Саратовской области. В 1946 году закончил обучение в ремесленном училище. Был призван на службу в Советскую армию. Служил в Ленинградской области, в артиллерийских войсках, звание — сержант.
В 1956 году начал работать в городе Саратове в СМУ −3 треста № 7 рабочим бетонщиком, затем стропольщиком, бригадиром комплексной бригады, где проработал до 2001 года. 59 лет его общий трудовой стаж.
Указом Президиума Верховного Совета СССР от 7 мая 1971 года за успехи в деле развития строительной отрасли и получение высоких показателей Александру Тимофеевичу Дронову было присвоено звание Героя Социалистического Труда с вручением ордена Ленина и золотой медали «Серп и Молот».
Проработал на стройках в Саратове до 2001 года. Общий трудовой стаж составил 59 лет.  
Воспитал двоих детей. Проживает в городе Саратове. 

## Награды
Имеет следующие награды:
- Герой Социалистического Труда (07.05.1971)
- Орден Ленина (1971)
- Орден Трудового Красного Знамени (1966)
- Медаль «За доблестный труд в Великой Отечественной войне 1941—1945 гг.».